# پائولینا هولتز
پائولینا هولتز (لهستانی: Paulina Holtz؛ زادهٔ ۲۳ فوریه ۱۹۷۷) بازیگر اهل لهستان است.
از فیلم‌ها یا مجموعه‌های تلویزیونی که وی در آن‌ها نقش داشته‌است، می‌توان به طایفه، کارآگاهان جنایی، عشق اول، در خوشی و سختی، گوش آقای رئیس و اوشیتسکا اشاره نمود.